# David Happold
David Christopher Dawber Happold, FZS (* 19. April 1936 in Salisbury, Wiltshire, England), in Publikationen häufig auch D. C. D. Happold, ist ein britisch-australischer Mammaloge. Sein Forschungsschwerpunkt sind die Kleinsäuger Afrikas und Australiens.

## Leben
David Happold ist der Sohn von Frederick Crossfield (1893–1971) und Dorothy Vectis Happold, geborene Halbach. Von 1947 bis 1955 absolvierte er die Bishop Wordsworth’s School in Salisbury, wo sein Vater von 1928 bis 1960 Schulleiter war. 1957 schrieb er sich am Peterhouse College der University of Cambridge ein, wo er 1960 seinen Master-Abschluss erlangte. Im selben Jahr ging er nach Kanada, wo er zwischen 1961 und 1962 im Rahmen seines Studiums an der University of Calgary im Norden Albertas, insbesondere in der Nähe der Wohnsiedlung Flatbush und bei Athabasca, Feldarbeit über die Ökologie und Verbreitung von Stechmücken betrieb. Im April 1963 legte er darüber seine Doktorarbeit mit dem Titel Studies on the ecology of mosquitoes in the boreal forest of Alberta vor.
Im Juli 1963 nahm er einen Forschungsauftrag der Universität Khartum an, wo er seine Interessen auf die Mammalogie verlagerte. Während der drei Jahre, die er in Khartum verbrachte, bereiste er die Halbwüstennregionen des Sudans und studierte dort Kleinsäuger. Der größte Teil der Forschungsarbeiten umfasste ökologische Studien über die Kleine Wüstenspringmaus und die Große Ägyptische Rennmaus.
Im April 1966 wechselte er an die University of Ibadan in Nigeria (ein Jahr vor Beginn des Biafra-Kriegs) und begann mit Langzeitstudien über die Bestandsentwicklung bodenbewohnender Kleinsäuger im tropischen Regenwald, über Verbreitungsmuster von Kleinsäugern in den Savannengebieten, Fortpflanzungsstrategien von Kleinsäugern und über die Probleme der Artenschutzes in den Nationalparks. 12 Jahre lebte David Happold in Nigeria, bis er und seine Frau Meredith, eine australische Zoologin, aufgrund verschiedener Umstände gezwungen waren, das Land im Jahr 1976 zu verlassen. Sie zogen nach Australien und David Happold nahm einen Posten an der Abteilung für Zoologie der Australian National University an. Von Januar 1977 bis zu seiner Emeritierung im August 1998 war er als Lecturer, Senior Lecturer und Reader tätig.
In Australien arbeiteten Happold und seine Studenten an vielen Fragen der Ökologie von Kleinsäugern in den subalpinen und alpinen Regionen des Kosciuszko-Nationalparks, einige Kilometer südlich von Canberra. Die Studien befassten sich mit der Bestandsentwicklung, Fortpflanzungsstrategien, Lebensraumwahl, Nahrungspräferenzen, Sozialverhalten, den Auswirkungen der Höhenlage (insbesondere Schneefall im Winter) auf viele Lebensbereiche und den Problemen des Naturschutzes in den Berglebensräumen.
Auch seine Arbeit in Afrika setzte er fort. Von 1984 bis 1985 sowie von 1993 bis 1994 dozierte er als Gastprofessor an der Universität von Malawi in Zomba. Gemeinsam mit seiner Frau betrieb er Langzeitstudien an afrikanischen Fledermäusen.
1983 beschrieb Happold gemeinsam mit Rainer Hutterer die Savannen-Sumpfspitzmaus (Crocidura longipes) aus Nigeria.

## Werk
1971 veröffentlichte Happold die IUCN-Publikation Wildlife Conservation in West Africa. 1973 erschien das Buch Large Mammals of West Africa. 1979 schrieb er gemeinsam mit Michael James Delany das Buch Ecology of African Mammals. 1984 schrieb er das Kapitel Small Mammals im Buch Sahara Desert von John L. Cloudsley-Thompson. 1987 kam das Buch Mammals of Nigeria heraus. Dieses ausführliche Nachschlagewerk ist der erste Feldführer, in dem alle 250 in Nigeria nachgewiesenen Säugetierarten aufgeführt sind. 2011 veröffentlichte Happold das Buch The African Naturalist: The Life and Times of Rodney Carrington Wood 1889–1962 über den Jagdaufseher und Lepidopterologen Rodney Carrington Wood, der sein Leben vornehmlich in Njassaland (heute Malawi) verbrachte. 2013 erschien das sechsbändige Werk Mammals of Africa, an dem David Happold neben Jonathan Kingdon, Meredith Happold, Thomas M. Butynski, Jan Kalina und Michael Hoffmann als Mitherausgeber fungierte. 2014 erhielt es die Dartmouth Medal der American Library Association. 2018 wurde das Buch Africa from East to West veröffentlicht, in dem Happold eine Reise beschreibt, die er zwischen 1965 und 1967 von Massaua an der Küste des Roten Meeres von Eritrea bis nach Cap Vert im Senegal unternahm. Ferner veröffentlichte er über 80 wissenschaftliche Artikel, an denen seine Frau häufig als Co-Autorin beteiligt war.
David Happold ist Mitglied der Zoological Society of London, der British Ecological Society und bei Fauna & Flora International.

## Ehrungen und Dedikationsnamen
Für seine Verdienste um die afrikanische Säugetierforschung erhielt David Happold 1997 die Ehrendoktorwürde (Doctor of Science) der University of Cambridge und er wurde zum Ehrenmitglied der American Society of Mammalogists gewählt. 2019 wurden David und Meredith Happold im Artepitheton der Happold-Zwergfledermaus (Nycticeinops happoldorum) aus Guinea und Liberia geehrt.